# Dunaszeg
Dunaszeg é um município da Hungria, situado no condado de Győr-Moson-Sopron. Tem 17,26 km² de área e sua população em 2015 foi estimada em 2.000 habitantes.